# 전격전대 체인지맨
《전격전대 체인지맨》(電撃戦隊チェンジマン 덴게키센타이 첸지만[*])은 일본 토에이의 특촬 드라마 슈퍼 전대 시리즈의 9번째 작품으로, 1985년 2월 2일부터 1986년 2월 22일까지 TV 아사히에서 방영되었다. 당초 1986년 1월 25일에 51부작으로 종영할 예정이었지만, 차기작인 '초신성 플래시맨'이 제작이 늦어지는 관계로, 작품의 완성도를 높이기 위해, 1개월(4회) 추가 연장과 동시에, 55부작으로 종영되었다. 대한민국에서는 대영팬더가 수입하여 같은 제목으로 출시한 바 있다.

## 배경
본 문서의 이해를 돕기 위한 비자유 그림이 있습니다. 
링크의 파일을 직접 올려 주세요
지구를 방위하는 임무를 수행하고 있는 지구수비대 (地球守備隊 치큐슈비타이[*]) 일본 지부에서는 각 부대에서 모인 정예 요원들이 "귀신 대장" (鬼軍曹 오니군조[*])이라는 별명을 지닌 교관 이부키로부터 엄격한 훈련을 받고 있었다. 그러나 가혹한 훈련이 계속되면서, 대원들이 줄줄이 탈락하기 시작한다. 그 무렵, 수많은 별에서 온 외계인들이 모인 우주 제국으로, 성왕 바주 (Bazoo)가 이끄는 "대성단 고즈마"가 지구 침략을 시작했다. 수비대의 대원들도 고즈마의 전투원인 히드러 병사들에게 위협을 받게 되지만, 그 순간 지구에서 갑자기 빛이 솟아나 츠루기 히류를 비롯한 5명의 대원들을 에워쌌고, 5명의 대원들은 강화복을 입은 전사로 변신했다. 5명은 자신들의 몸에 일어난 변화에 놀랐지만, 눈 앞에 닥친 위기를 벗어나기 위하여 히드러 병사들과 고즈마의 괴인 우주수사 (宇宙獣士 우추주시[*])들을 무찌른다.
자신들의 파워에 놀란 그들에게 다가온 이부키는 지금까지의 훈련이 지구수비대 안에 설치되어 있는 특수부대 전격전대의 멤버를 뽑기 위해 이루어진 것이었으며, 전격전대의 장관은 이부키 자신이었다는 것과, 그리고 그들 5명이 지구에 위기가 닥쳤을 때, 그 위기를 극복하기 위하여 지구에서 일어나는 '어스 포스'(アースフォース 아스 호스[*])에게 선택받아, 그 힘으로 강화복을 입을 수 있게 되었다는 것까지 설명해주었다. 그리하여 5명은 전격전대의 새로운 일원, "체인지맨"이 되어 고즈마의 지구 침략을 저지하게 된다.

## 에피소드
1. 출현! 비밀의 힘! (出現！秘密の力！ 슈츠겐! 히미츠노 치카라![*])
2. 성왕 바주의 분노 (星王バズーの怒り 세이오 바즈노 이카리[*])
3. 스크램! 전사단 (スクラム! 戦士団 스크라무! 센시단[*])
4. 키스는 싸움이 끝난 뒤에 (キスは戦いの後で 키스와 타타카이노 아토데[*])
5. 페가서스 체포 지령 (ペガサス逮捕指令 페가사스 타이호 시레이[*])
6. 노려진 여고생 (狙われた女子高生 네라와레타 조시코세이[*])
7. 슬픈 우주전사! (悲しき宇宙戦士! 카나시키 우추센시![*])
8. 아가씨는 흡혈귀 (お嬢さんは吸血鬼 오조산와 큐케츠키[*])
9. 빛나라! 필살의 마구(魔球)(輝け! 必殺の魔球 카가야케! 힛사츠노 마큐[*])
10. 공포의 무인차군단 (恐怖の無人車軍団 쿄후노 무진 쿠루마 군단[*])
11. S.O.S. 코코와 키키 (SOSココとキキ 에스오에스 코코토 키키[*])
12. 엄마는 머메이드(ママはマーメイド 마마와 마메이도[*])
13. 지구를 파는 아빠 (地球を売るパパ 치큐오 우루 파파[*])
14. 공격! 거대 도마뱀 (攻撃！巨大トカゲ 코게키! 쿄다이 토카게[*])
15. 폭주 라이더 마이 (暴走ライダー麻衣 보소 라이다 마이[*])
16. 날개를 가진 소녀! (翼を持った少女！ 츠바사오 못타 쇼조![*])
17. 나가사키의 수수께끼의 유령선 (長崎の謎の幽霊船 나가사키노 나조노 유레이센[*])
18. 아하메스의 도전! (アハメスの挑戦！ 아하메스노 초센![*])
19. 사야카에게 걸어라! (さやかに賭けろ！ 사야카니 카케로![*])
20. 대역습! 길루크 (大逆襲！ギルーク 다이갸쿠슈! 기루쿠[*])
21. 고즈마의 대스타 (ゴズマの大スター 고즈마노 다이스타[*])
22. 거울 속으로 사라진 전사 (鏡に消えた戦士 카가미니 키에타 센시[*])
23. 돌고래에 타는 소년 (イルカに乗る少年 이루카니 노루 쇼넨[*])
24. 교다이의 가출 (ギョダーイの家出 교다이노 이에데[*])
25. 노래하라! 큰 목소리로 (歌え！大きな声で 우타에! 오오키나 코에데[*])
26. 마이의 스무 살 첫 사랑 (麻衣20歳の初恋 마이 하타치노 하츠코이[*])
27. 게이터, 부모와 자식의 꿈 (ゲーター親子の夢 게타 오야코노 유메[*])
28. 저주받은 크레용 (呪われたクレヨン 노로와레타 쿠레욘[*])
29. 꽃을 지켜라! 허상의 나비 (花を守れ！幻の蝶 하나오 마모레! 마보로시노 초[*])
30. 달려라! 페가서스! (走れ！ペガサス！ 하시레! 페가사스![*])
31. 밝혀라! 바주의 수수께끼 (暴け！バズーの謎 아바케! 바즈노 나조[*])
32. 나나! 위험한 재회 (ナナ！危険な再会 나나! 키켄나 사이카이[*])
33. 길루크의 최후!? (ギルークの最期！？ 기루쿠노 사이고!?[*])
34. 공포의 아하메스 (恐ろしきアハメス 오소로시키 아하메스[*])
35. 지구여! 구해줘! (地球よ！助けて！ 치큐요! 타스케테![*])
36. 보았는가! 우리들의 힘 (見たか！俺達の力 미타카! 오레타치노 치카라[*])
37. 사라진 드래곤! (消えたドラゴン！ 키에타 도라곤![*])
38. 유령 베이스볼 (幽霊ベースボール 유레이 베스보루[*])
39. 공포의 숨바꼭질 (恐怖のかくれんぼ 쿄후노 카쿠렌보[*])
40. 이상한 과자 (おかしなお菓子 오카시나 오카시[*])
41. 사라진 별의 왕자! (消えた星の王子！ 사라진 별의 왕자![*])
42. 세일러복을 입은 나나 (セーラー服のナナ 세라후쿠노 나나[*])
43. 슈퍼 길루크 (スーパーギルーク 스파 기루쿠[*])
44. 마이에게 맡겨! (麻衣におまかせ！ 마이니 오마카세![*])
45. 무지개색의 소녀 아이라 (虹色の少女アイラ 니지이로노 쇼조 아이라[*])
46. 아름다운 시이마! (美しきシーマ！ 우츠쿠시키 시마![*])
47. 게이터, 부모와 자식의 눈물 (ゲーター親子の涙 게타 오야코노 나미다[*])
48. 해적 부바의 사랑의 폭풍 (海賊ブーバ愛の嵐 카이조쿠 부바 아이노 아라시[*])
49. 슬픈 시이마 수사 (哀しきシーマ獣士 카나시키 시이마 주시[*])
50. 고즈마가 흔들리던 날 (ゴズマが震えた日 고즈마가 후레타 히[*])
51. 나나! 전해줘! (ナナよ！伝えて！ 나나요! 츠타에테![*])
52. 부바, 지구에서 죽다 (ブーバ地球に死す 부바 치큐니 시스[*])
53. 불꽃의 아하메스! (炎のアハメス！ 호노오노 아하메스![*])
54. 길루크 대폭발! (ギルーク大爆発！ 기루쿠 다이바쿠하츠![*])
55. 잘있거라, 우주의 친구들아 (최종회)(さらば宇宙の友よ 사라바 우추노 토모요[*])

## 극장판
- (극장판) 전격전대 체인지맨
  - 감독: 호리 나가후미
  - 각본: 소다 히로히사
  - 등장 우주수사: 카밀라 (목소리: 요다 에이스케)
  - 1985년 3월 16일 공개. 도에이 만화 축제에서 상영되었다.
- 전격전대 체인지맨: 셔틀 베이스! 위기일발!
  - 감독: 호리 나가후미
  - 각본: 소다 야스히사
  - 등장 우주수사: 도돈 (안자이 마사히로), 기생수 누와
  - 1985년 7월 13일 공개. 도에이 만화 축제에서 상영되었다.

## 캐스트
- 츠루기 히류 (체인지 드래곤) - 하마다 하루키 (한국어 더빙 故 오세홍)
- 하야테 쇼 (체인지 그리폰) - 가와이 히로시 (한국어 더빙 김환진)
- 오오조라 유마 (체인지 페가서스) - 이즈미 시로 (한국어 더빙 故 백순철)
- 나기사 사야카 (체인지 머메이드) - 니시모토 히로코 (한국어 더빙 故 정경애)
- 츠바사 마이 (체인지 피닉스) - 오이시 마이 (한국어 더빙 김성희)
- 이부키 장관/유이 이부키 - 후지마키 준 (한국어 더빙 안종익)
- 스즈키 대원 - 스즈키 하루히데
- 쇼지 대원 - 쇼지 히로카즈
- 와타나베 대원 - 와타나베 미노루
- 노모토 대원 - 노모타 나호코
- 키쿠치 대원 - 기쿠치 가오리
- 길루크 사령관 → 고스트 길루크 → 슈퍼 길루크 - 야마모토 쇼헤이 (1화 ~ 33화, 38화 ~ 54화) / 안종익
- 여왕 아하메스 - 구로다 후쿠미 (17화 ~ 53화, 한국어 더빙 이현선)
- 성왕 바주 - 구와바라 가즈토 (연기), 가토 세이조 (목소리)김환진
- 부관 부바 - 오카모토 요시노리 (1화 ~ 52화, 한국어 더빙 노민)
- 부관 시이마 → 왕관 시이마 - 후지에 가나 (연기 및 10화/46화/52화 ~ 55화에서의 목소리, 한국어 더빙 故 최병상), 이다 미치오 (1화 ~ 52화 목소리, 한국어 더빙 故 최병상)
- 항해사 게이터의 목소리 - 마스오카 히로시 / 백순철
- 교다이의 목소리 - 와타나베 다케시
- 리겔 성인 나나 - 하야카와 미야코 (13화 ~ 14화, 32화 ~ 33화), 시바타 도키에 (33화, 42화 ~ 43화, 51화 ~ 55화)
- 나레이터: 다나카 노부오

### 게스트
- 쿠마자와 박사 - 즈시 다카오 (13화 ~ 14화)
- 메루루 성인 사쿠라 - 아사쿠라 요코 (16화, 55화)
- 제그 - 이와키 리키야 (31화)
- 평화수비대 간부 - 마쓰모토 아사오 (36화)
- 이카루스 - 후쿠다 겐지 (41화 한국어 더빙: 노 민)
- 우주전사 사도스의 망령의 인간체 - 니보리 가즈오 (44화)
- 니진 성인 아이라 - 나카무라 요코 (45화)
- 개 인간 (4화), 경비병 (45화) - 히로세 가즈히사 (현 히로세 유타카)
- 여해적 질 - 다치바나 미나코 (48화)
- 볼타의 목소리 - 기바 쓰요시 (21화 한국어 더빙: 백순철)
- 밀라루카의 목소리 - 오토리 요시노 (22화 한국어 더빙: 백순철)
- 젤라의 목소리 - 히로모리 신고 (23화)
- 아하메스 삼전사 젤라의 목소리 - 사카이 스미에 (32화 ~ 35화)
- 보라의 목소리 - 야마시타 게이스케 (41화)
- 도돈의 목소리 - 안자이 마사히로 (2번째 극장판)

### 슈트 액터
- 체인지 드래곤 - 니보리 가즈오[1]
- 체인지 그리폰 - 마토바 고지, 겐모치 마코토, 이시가키 히로후미
- 체인지 페가서스 - 기타가와 쓰토무
- 체인지 머메이드 - 아카타 마사토
- 체인지 피닉스 - 하치스카 유이치, 다케다 미치히로
- 체인지로보, 교다이 - 쿠사카 히데아키
- 항해사 게이터 - 와타나베 미노루
- 조리 - 무라카미 히사요
- 와라지 - 오하라 가즈히코
- 우주수사, 히드러 병정 - 쇼지 히로카즈, 이시가키 히로후미